# Fahisoi (Lequidoe)
Fahisoi ist ein osttimoresischer Suco im Verwaltungsamt Lequidoe (Gemeinde Aileu).

## Geographie

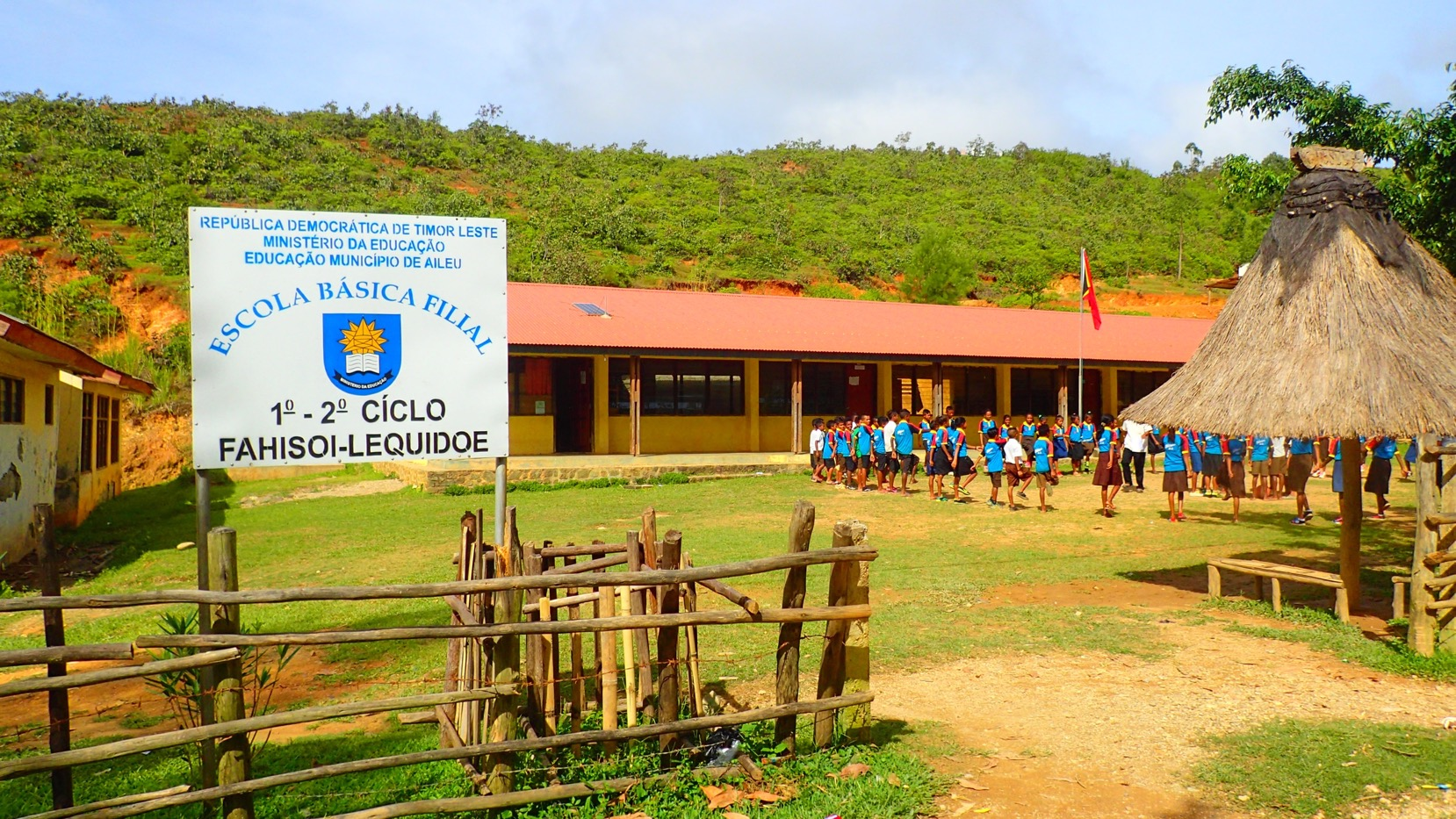
Grundschule von Fahisoi

Fahisoi liegt im Nordwesten des Verwaltungsamts Lequidoe. Südlich liegen die Sucos Manucassa, Namolesso und Acubilitoho. Im Westen grenzt Fahisoi an das Verwaltungsamt Aileu mit seinem Suco Fahiria und im Norden an das Verwaltungsamt Remexio mit seinen Sucos Maumeta und Hautoho. Entlang der Nordgrenze fließt der Fluss Tatamailiu, der im Osten in den Coioiai, den südlichen Grenzfluss mündet. Sie gehören zum System des Nördlichen Laclós. Die Flüsse liegen über 200 m niedriger als der Rest des Sucos.
Vor der Gebietsreform 2015 hatte Fahisoi eine Fläche von 8,01 km². Nun sind es 6,82 km². Der Ort Daulala im Nordwesten wurde an den Nachbarn Fahiria abgegeben. Der Suco Fahisoi teilt sich in die drei Aldeias Dailorluta (Dailor luta), Locotoi (Lokotui) und Tatilisame (Tatilsame).
Im Zentrum von Fahisoi endet die aus Remexio kommende Überlandstraße im Ort Lequidoe (Liquidoe). Der Ort setzt sich aus mehreren eng beieinander liegenden Siedlungen zusammen: Aituin und Tatilisame im Westen, Fatubuti und Fahisoi im Zentrum und Locotoi und Dailorluta im Osten. Nördlich von Lequidoe befindet sich das Dorf Ereluli, von Lequidoe getrennt durch ein Tal. Im Westen von Lequidoe steht die Grundschule Fahisoi, die Kirche Santo do Fe'e und das Hospital Fahisoi.

## Einwohner

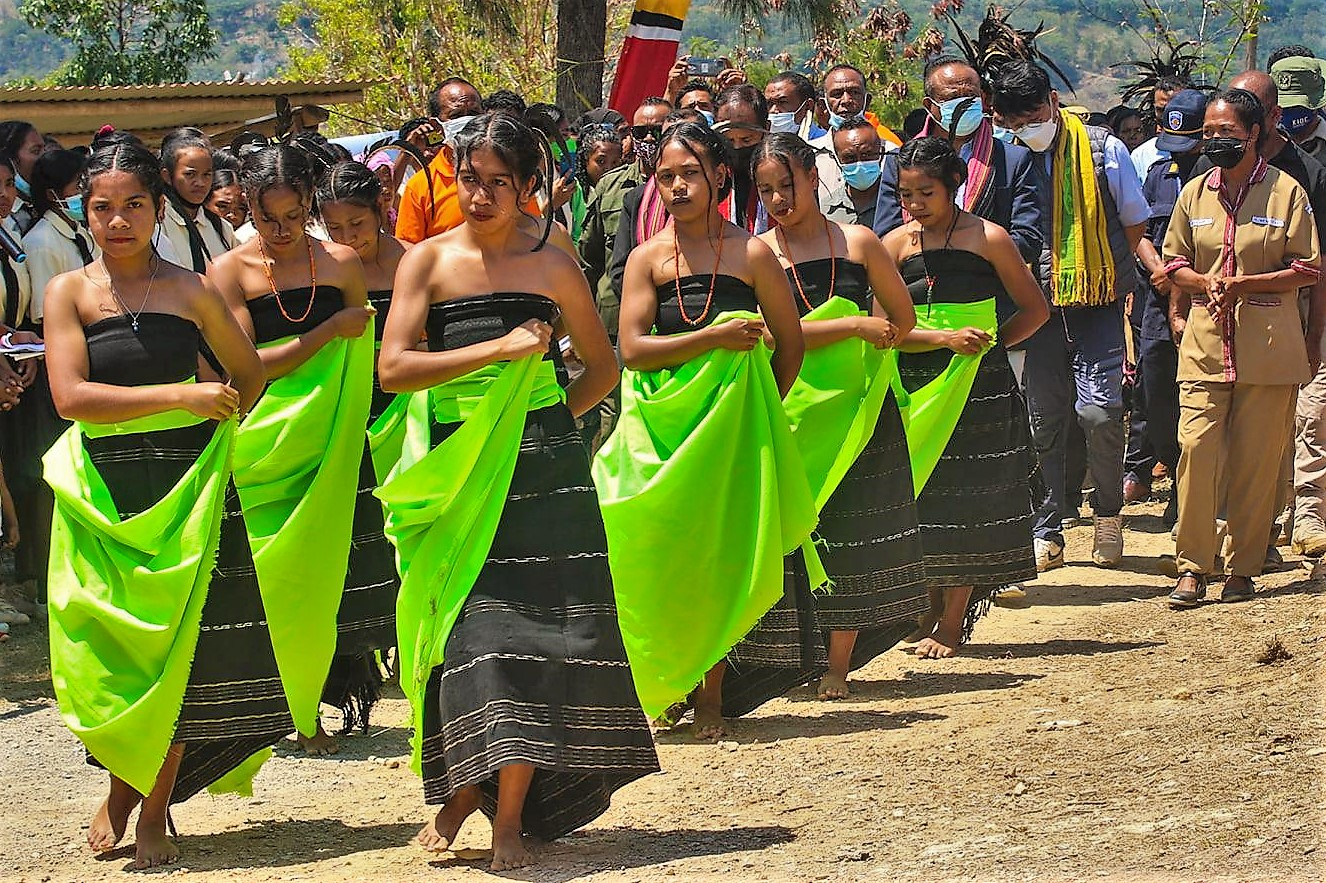
Feierlicher Empfang in Fahisoi

In Fahisoi leben 1.674 Einwohner (2022), davon sind 852 Männer und 822 Frauen. Im Suco gibt es 339 Haushalte. Fast 93 % der Einwohner geben Mambai als ihre Muttersprache an. Knapp 6 % sprechen Tetum Prasa und eine kleine Minderheit Tetum Terik.

## Geschichte
Bei Lequidoe gab es Ende 1979 ein indonesisches Lager für Osttimoresen, die zur besseren Kontrolle von den Besatzern umgesiedelt werden sollten.

## Politik

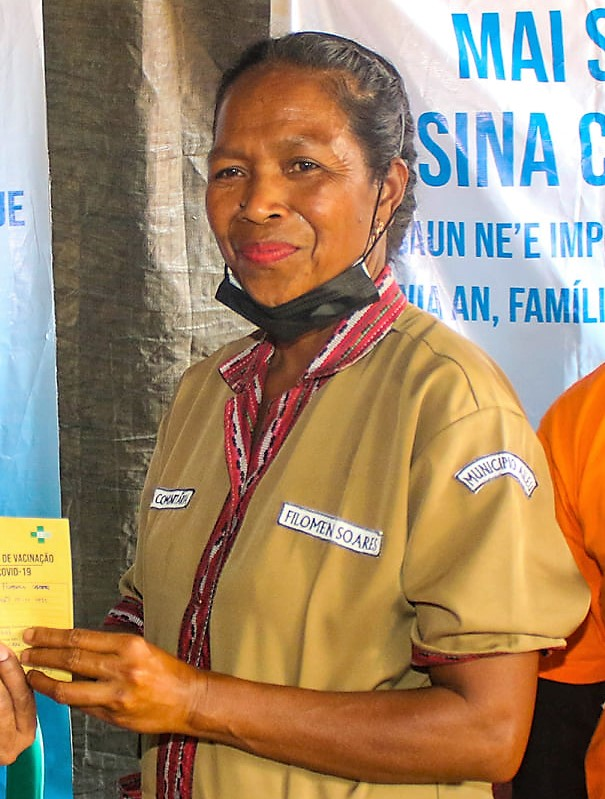
Felomena Soares, Chefe de Suco (2021)

Bei den Wahlen von 2004/2005 wurde Mouzinho Santiago zum Chefe de Suco gewählt. Bei den Wahlen 2009 gewann Felomena Soares als einzige weibliche Chefe de Suco in der Gemeinde Aileu. Sie wurde 2016 im Amt bestätigt.